# Telex

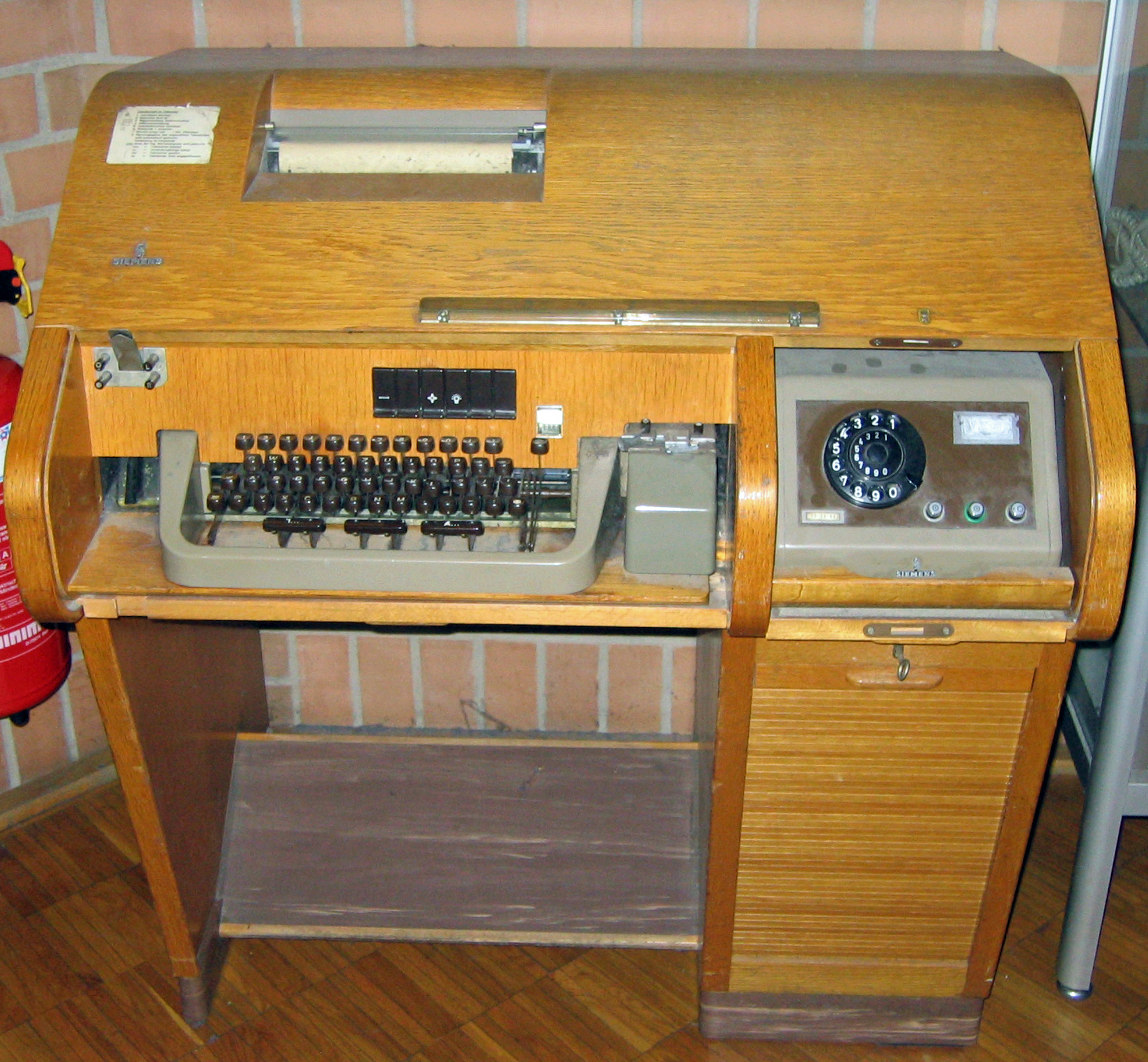
Terminale telex T100 di fabbricazione Siemens

Il termine telex (acronimo di TELeprinter EXchange) indica un sistema di telecomunicazione sviluppato a partire dagli anni trenta e largamente usato nel XX secolo per la corrispondenza commerciale tra aziende.

## Il sistema
Il sistema è costituito da una rete di telecomunicazione a commutazione di circuito, inizialmente basata su un sistema simile alla teleselezione telefonica, e da apparecchi terminali chiamati telescriventi o semplicemente, nell'uso comune, telex. Fu dunque a tutti gli effetti un'evoluzione del telegrafo per la comunicazione dati a distanza tra due utenti attraverso un terminale molto simile ad una macchina per scrivere e un primo passo verso le future reti di calcolatori.

## Storia
La comunicazione telegrafica si era ampiamente sviluppata fino agli anni '30, ed erano già entrate nell'uso le telescriventi, ma un punto debole era l'instradamento automatico dei messaggi. I gestori delle linee telegrafiche iniziarono a sviluppare sistemi in grado di connettere automaticamente le telescriventi tra loro. Queste macchine furono chiamate telex. La trasmissione del segnale di commutazione avveniva per mezzo di impulsi (in modo simile a come avveniva fino agli anni ottanta con i telefoni a disco combinatore), quindi il messaggio era inviato utilizzando il codice Baudot. Questo primo sistema telex, chiamato tipo A, era in grado di instradare in modo del tutto automatico le comunicazioni.
La prima rete telex estesa fu realizzata in Germania negli anni '30. La rete era utilizzata dall'apparato burocratico del governo.
Alla velocità di 45,5 bit al secondo e fino a 25 canali trasmissibili su una linea telefonica, si fece del telex il sistema più conveniente per le comunicazioni a grande distanza disponibile all'epoca.
A partire dagli anni '60 si iniziò ad utilizzare lo stesso codice Baudot per definire l'instradamento, realizzando il telex di tipo B.
Lo sviluppo fu rapidissimo. Prima ancora che fossero disponibili sistemi di connessione telefonica automatica a lunga distanza, molte zone tra cui l'Africa centrale e l'Asia disponevano di collegamenti telex basati su ponti radio a microonde.
Spesso questi erano i primi sistemi installati dai servizi postali e telegrafici dei governi.
Il più diffuso standard, il CCITT R.44, impiega un sistema di correzione di errore e suddivisione del canale in divisione di tempo. Molti operatori sfruttavano questi canali 24 ore su 24 per ottimizzarne la produttività. Il costo degli apparati necessari continuò a scendere, e i radioamatori iniziarono ad operare in radio-telex con appositi software e adattatori per collegare la scheda audio del computer con la radio ricetrasmittente.
I telegrammi ed i cablogrammi vengono trasmessi su reti telex dedicate, ove non ancora si utilizzino mezzi più moderni. Nel 2005 erano ancora attive oltre tre milioni di linee telex in tutto il mondo.
Nel 1975 a Cuba ed in Pakistan erano ancora impiegati telex di tipo A a 45 bit/s. Il telex è ancora impiegato nelle burocrazie dei paesi del terzo mondo per il suo basso costo.
Il telex è ancora in uso per particolari applicazioni quali la diffusione di notizie, bollettini meteorologici e comunicazioni militari. Nel settore commerciale fu gradualmente sostituito dal fax a partire dalla fine degli anni ottanta, e poi completamente surclassato dall'email e dai servizi Internet.
Negli Stati Uniti fu sviluppato negli anni trenta, contemporaneamente al telex, un sistema alternativo: il Teletype Wide-area eXchange (TWX).
In Italia il servizio telex è ufficialmente cessato il 31 dicembre 2001.
In diverse dittature che hanno soppresso telefono, fax ed Internet, il servizio telex è stato lasciato operativo in quanto consente la comunicazione interna e nello stesso tempo può essere facilmente controllato.

## Radiotelex
Il telex via radio HF è ancora utilizzato nel settore marittimo ed è uno degli elementi del sistema GMDSS.

## Nella cultura di massa
Escludendo un'innumerevole quantità di film e sceneggiati televisivi, il telex fu usato come sfondo nella diretta del telegiornale unico in occasione dell'assassinio del candidato alla presidenza degli USA Bob Kennedy.
Ghigo Renzulli dei Litfiba ha usato il nominativo telex della sala prove di Via de' Bardi n. 32, a Firenze, per creare il nome del gruppo.
Alberto Camerini ha intitolato Telex un suo brano musicale uscito nel 1982.
Telex (gruppo musicale).